# エミリアーノ・パパ
エミリアーノ・ラミロ・パパ（Emiliano Ramiro Papa, 1982年4月19日 - ）は、アルゼンチン・サンタフェ州出身の元同国代表サッカー選手。現役時代のポジションはディフェンダー（左サイドバック）。

## 経歴

### クラブ
2002年にCAロサリオ・セントラルでデビューし、100試合以上に出場した。アペルトゥーラ2006とクラウスーラ2007の期間はCAベレス・サルスフィエルドにレンタル移籍した。クラウスーラ2007ではCAリーベル・プレート戦で得点した。2007年のコパ・リベルタドーレスではグループリーグを1位で通過したが、決勝トーナメント1回戦でボカ・ジュニアーズに敗れた。ロサリオ・セントラルに復帰してからアペルトゥーラ2007とクラウスーラ2008で計31試合に出場して7アシストした。2008年6月、ベレス・サルスフィエルドに完全移籍した。クラウスーラ2009では19試合すべてにフル出場して7アシストし、4年ぶりのリーグ優勝に貢献した。リーグ戦での得点はロサリオ・セントラルとベレス・サルスフィエルドでそれぞれ1点のみであるが、決して得点意識が低いわけではなく、2試合に1本程度はシュートを放っている。
2016年2月5日、CAティグレと1年半の契約を結んだことが発表された。
2017-18シーズンより、アルセナルFCへ2年契約で加入した。

### 代表
ディエゴ・マラドーナ監督の初采配となる2008年11月19日のスコットランド戦で、初めてアルゼンチン代表に招集された。同試合で左サイドバックとして先発出場し、1-0で勝利した。2009年4月1日、ワールドカップ予選のボリビア戦にも出場したが、1-6で歴史的な大敗を喫した。

## 個人成績

### 代表での成績
出典
| アルゼンチン代表 | 国際Aマッチ | 国際Aマッチ |
| 年               | 出場        | 得点        |
| ---------------- | ----------- | ----------- |
| 2008             | 1           | 0           |
| 2009             | 5           | 0           |
| 2010             | 0           | 0           |
| 2011             | 2           | 0           |
| 通算             | 8           | 0           |